# 釣魚臺燈塔
釣魚臺燈塔（日语：魚釣島灯台）位於釣魚台（日语：魚釣島）本島西側的一座小型金屬結構燈塔。由於中華民國、中華人民共和國、日本三方皆宣稱擁有包括釣魚台在內的釣魚台列嶼主權，因此該座燈塔之歸屬亦有爭議。日本政府將其劃歸日本海上保安廳第11管區海上保安本部管理。

## 歷史
該燈塔由日本的日本青年社於1978年8月所搭建，後因颱風侵襲而損毀，於1988年修復。2005年2月9日，日本政府宣佈該燈塔由海上保安廳接管，隨即引發兩岸三地的政府及民間人士的強烈抗議。

## 燈塔結構與行政管理

### 燈塔結構
- 航路標識編號：7300。
- 塔身塗色及構造：塔身白色鋼架。
- 燈器：電球。
- 燈質（頻率）：單閃白光，毎5秒1閃光
- 實際光度：140 cd。
- 光程：5.5海里（約10.2 km）。
- 塔高（地上－塔頂）：5.6 m。
- 燈高（平均海面－燈火）：18 m。
- 塔高（地上－燈火）：5.35 m。
- 燈塔座標：北緯25度44分31秒、東經123度27分37秒。
- 電源：自然能量（太陽電池）。

### 燈塔行政管理
- 管轄機關：日本海上保安廳第11管區海上保安本部。
- 初次开启：1978年（昭和53年）8月。
- 管理業務開始日期：2005年（平成17年）2月9日。
- 所在地：釣魚台。

## 外部連結
- 尖閣諸島「魚釣島灯台」の管理開始 （页面存档备份，存于） （日語）
- 魚釣島灯台 （日語）